# Вавр
Вавр (фр. Wavre, вал. Åve, Wåve, хол. Waver) је општина у Белгији у региону Валонија у покрајини Валонски Брабант. Према процени из 2007. у општини је живело 32.576 становника. Површина града износи 4.228 ha.

## Историја
Вавр је настао у садашњим границама административном реформом 1977. Тада су уједињене општине Вавр, Лимал и Биерж. Од 1995, када је подељена провинција Брабант, град је главни град Валонског Брабанта.

## Становништво
Према процени, у општини је 1. јануара 2015. живело 33.604 становника.
| 1984.  | 2000.  | 2010. | 2015. |
| ------ | ------ | ----- | ----- |
| 25.333 | 31.033 | 32910 | 33604 |